# Salvador Bernal
Salvador F. Bernal (Dagupan, 7 januari 1945 - Quezon City, 26 oktober 2011) was een prominent Filipijns decorontwerper. Bernal werd in 2003 uitgeroepen tot nationaal kunstenaar van de Filipijnen in de categorie Theater en Film. Bernal ontwierp de decors van meer dan 300 theater- en operaproducties en concerten. Hij maakte daarbij, als eerste in zijn vakgebied, veelvuldig gebruik van lokale materialen als bamboe, abaca, abacavezels, hennep en rotan.